# David Huertas
David Huertas Solivan (2 de junio de 1987, Humacao) es un jugador de baloncesto profesional puertorriqueño que actualmente juega para Club Atlético Peñarol milita en la Liga Uruguaya de Básquetbol y en la LNBP con el equipo Plateros de Fresnillo en México. Es también un miembro de la Selección de baloncesto de Puerto Rico. Y es parte del Baloncesto Superior Nacional en el equipo de los Gigantes de Carolina .Su posición en la cancha es de escolta.

## Carrera

### Universidad
Huertas disputó la NCAA para los Florida Gators después de llevar a su instituto, Arlington Country Day de Jacksonville, Florida, a un campeonato estatal en su año "senior". En su temporada "freshman" para los Gators, disputa 35 juegos desde el banco, promediando 2.5 puntos y 1.5 rebotes para el equipo, en el 2006 para la división de hombres I NCAA. El alumnado y los miembros de banda dieron a Huertas el apodo "Rufio" debido a su parecido al personaje en la película "Hook" personificado por Dante Basco.
Infeliz con su función menor en el equipo, Huertas transfirió al Ole Miss Rebels después de la estación. Huertas Sentó fuera del 2006-07 estación debido a NCAA reglas de transferencia. Huertas Jugó para el se Rebela en el 2007-08 y 2008-09 estaciones, poniendo arriba de números sólidos como empezar guardia de tiroteo. En el 2008-09 estación, sea el se Rebela' anotador principal, averaging 18.1 puntos por juego mientras fallando para lograr figuras dobles sólo una vez en treinta juegos jugaron. Sus 18.1 puntos por juego era el cuarto total más alto en el Southeastern Conferencia. Siguiendo la estación, Huertas estuvo seleccionado al Todo-Conferencia Segundo Equipo.

### Profesional
Siguiendo su estación de joven, Huertas hizo la decisión para girar profesional, firmando con Puerto Rican equipo Piratas de Quebradillas del Baloncesto Superior Nacional. Una el Piratas midseason, ayudando el equipo logra las finales, donde cayeron al Vaqueros de Bayamon en seis juegos.
Con el Puerto Rican estación encima, Huertas participó en el junio de 2009 Reebok Eurocamp, impresionando muchos con su exactitud de tiroteo. Después de este rendimiento, esté firmado por equipo francés Fos Ouest Provence Cesta del francés ProB Liga. Él averaged 16.1 puntos por juego encima 23 juegos para acabar como quinto anotador mejor de la liga.
Huertas Entonces regresado al Piratas para la 2010 estación. Él averaged 16.1 puntos por juego para el equipo, dirigiendo a ellos a las semifinales de liga, donde perdieron en siete juegos a campeones eventuales Capitanes de Arecibo.
Huertas Firmó para nuevamente promovido a la Liga Nacional Hapoel Haifa en agosto de 2016.
En agosto de 2023 es anunciado como refuerzo en el equipo de Plateros de Fresnillo de la LNBP en México.

## Selección nacional
Huertas es también un miembro de la Selecciòn de baloncesto de Puerto Rico. Jugó con el equipo en el 2006 americano Central y Juegos de Caribe y el 2010 Centrobasket, ayudando al equipo a ganar la medalla de oro en ambos torneos. Fue convocado al equipo nacional para el 2010 FIBA Campeonato Mundial en Turquía.